# 天主教佛羅里達教區
天主教佛羅里達教區（拉丁語：Dioecesis Floridensis）是烏拉圭一個羅馬天主教教區，屬蒙得維的亞總教區。
教區成立於1897年4月14日，包括佛羅里達省和杜拉斯諾省。2006年有教友91,000人（佔轄區總人73.5%）、十六個堂區、廿九名司鐸。現任教區主教為馬爾定·斯克雷米尼。